# Walk off the Earth
 Der er for få eller ingen kildehenvisninger i denne artikel, hvilket er et problem. Du kan hjælpe ved at angive troværdige kilder til de påstande, som fremføres i artiklen.

Walk off the Earth er et canadisk indie-rockband, der er aktiv siden 2006.
I begyndelsen af 2012 fik bandet et hit med sangen Somebody that I used to know, som var en coverversion af Gotye. Sangen blev i første omgang kendt via YouTube, og det specielle var, at de fem musikere spillede sammen på kun én guitar. Ud over covernummeret af Gotye indspillede bandet numre af en række andre kunstnere og bands, som The Beatles, Nirvana, B.o.B, Whiz Khalifa, Radiohead, Adele, Eminem, Rihanna, Maroon 5, Fun, Bruno Mars og Taylor Swift. Hvor de medfølgende YouTube-videoer af Walk off the Earth først hovedsageligt bestod af sjov og kærlighed til musik, med masser af brugen af loopstation og flyvende ukuleles, blev de senere gennemtænkte og kunstneriske, især efter antallet af deres egne originale sange voksede.
Også gæstemusikere som Julia Nunes, Beatboxer KoreanFX og den belgiske sanger Selah Sue medvirker i bandets musik og videoklips.

## Bandmedlemmer
- Gianni Luminati: guitar, elektrisk guitar, bas, ukulele, banjo, kazoo,  keyboard, perkussion, vokal, theremin, beatbox, xylofon, cello, kontrabas, didgeridoo.
- Ryan Marshall: guitar, ukulele, sang, trompet, bas, vokal.
- Mike Taylor (almindeligt kendt som "Beard Guy"): keyboards, didgeridoo, trompet, vokal.
- Joel Cassady: trommer, bas, perkussion, guitar, ukulele.
- Sarah Blackwood: guitar, el-guitar, mandolin, kazoo, ukulele, banjo, bas, vokal, klaver, klokkespil, tamburin.

## Diskografi
| Titel                                                                          | Albumdetaljer                                   | Højeste hitlisteplacering | Højeste hitlisteplacering | Højeste hitlisteplacering | Højeste hitlisteplacering | Højeste hitlisteplacering | Højeste hitlisteplacering | Højeste hitlisteplacering | Højeste hitlisteplacering | Certificeringer | Salgstal     |
| Titel                                                                          | Albumdetaljer                                   | CAN                       | AUS                       | AUT                       | NLD                       | SWI                       | UK                        | US                        | US Alt.                   | Certificeringer | Salgstal     |
| ------------------------------------------------------------------------------ | ----------------------------------------------- | ------------------------- | ------------------------- | ------------------------- | ------------------------- | ------------------------- | ------------------------- | ------------------------- | ------------------------- | --------------- | ------------ |
| Smooth Like Stone on a Beach                                                   | - Released: December 31, 2007 - Label: Slapdash | —                         | —                         | —                         | —                         | —                         | —                         | —                         | —                         |                 |              |
| My Rock                                                                        | - Released: July 30, 2010 - Label: Slapdash     | —                         | —                         | —                         | —                         | —                         | —                         | —                         | —                         |                 |              |
| Vol. 1                                                                         | - Released: November 20, 2012 - Label: Slapdash | —                         | —                         | —                         | —                         | —                         | —                         | —                         | —                         |                 |              |
| Vol. 2                                                                         | - Released: November 20, 2012 - Label: Slapdash | —                         | —                         | —                         | —                         | —                         | —                         | —                         | —                         |                 |              |
| R.E.V.O.                                                                       | - Released: March 19, 2013 - Label: Columbia    | 7                         | —                         | 29                        | —                         | —                         | —                         | 90                        | 19                        | - MC: Gold      | - US: 51.000 |
| Sing It All Away                                                               | - Released: June 16, 2015 - Label: Columbia     | 2                         | 96                        | —                         | 79                        | 74                        | 98                        | 71                        | 14                        |                 | - CAN: 5.400 |
| "—" denotes an album that did not chart or was not released in that territory. |                                                 |                           |                           |                           |                           |                           |                           |                           |                           |                 |              |